# Viola purpurea
Viola purpurea är en violväxtart som beskrevs av Albert Kellogg. Viola purpurea ingår i släktet violer, och familjen violväxter.

## Underarter
Arten delas in i följande underarter:
- V. p. dimorpha
- V. p. geophyta
- V. p. integrifolia
- V. p. mesophyta
- V. p. mohavensis
- V. p. purpurea
- V. p. quercetorum
- V. p. venosa

## Bildgalleri

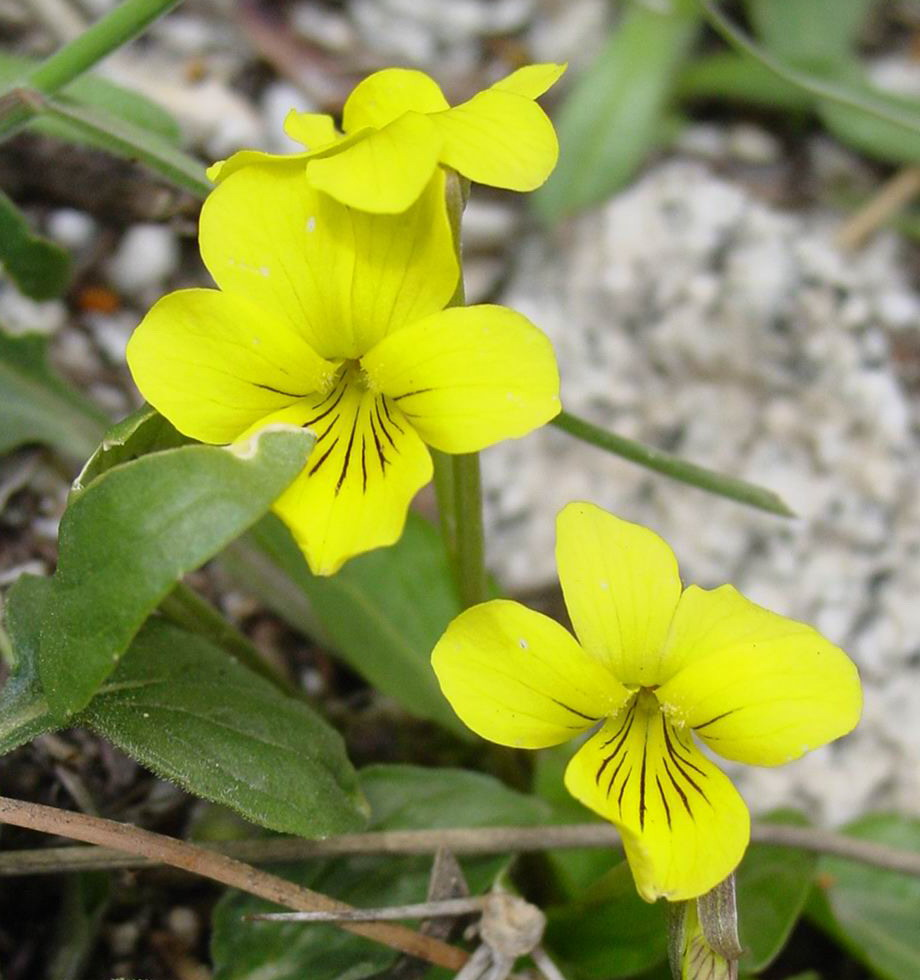
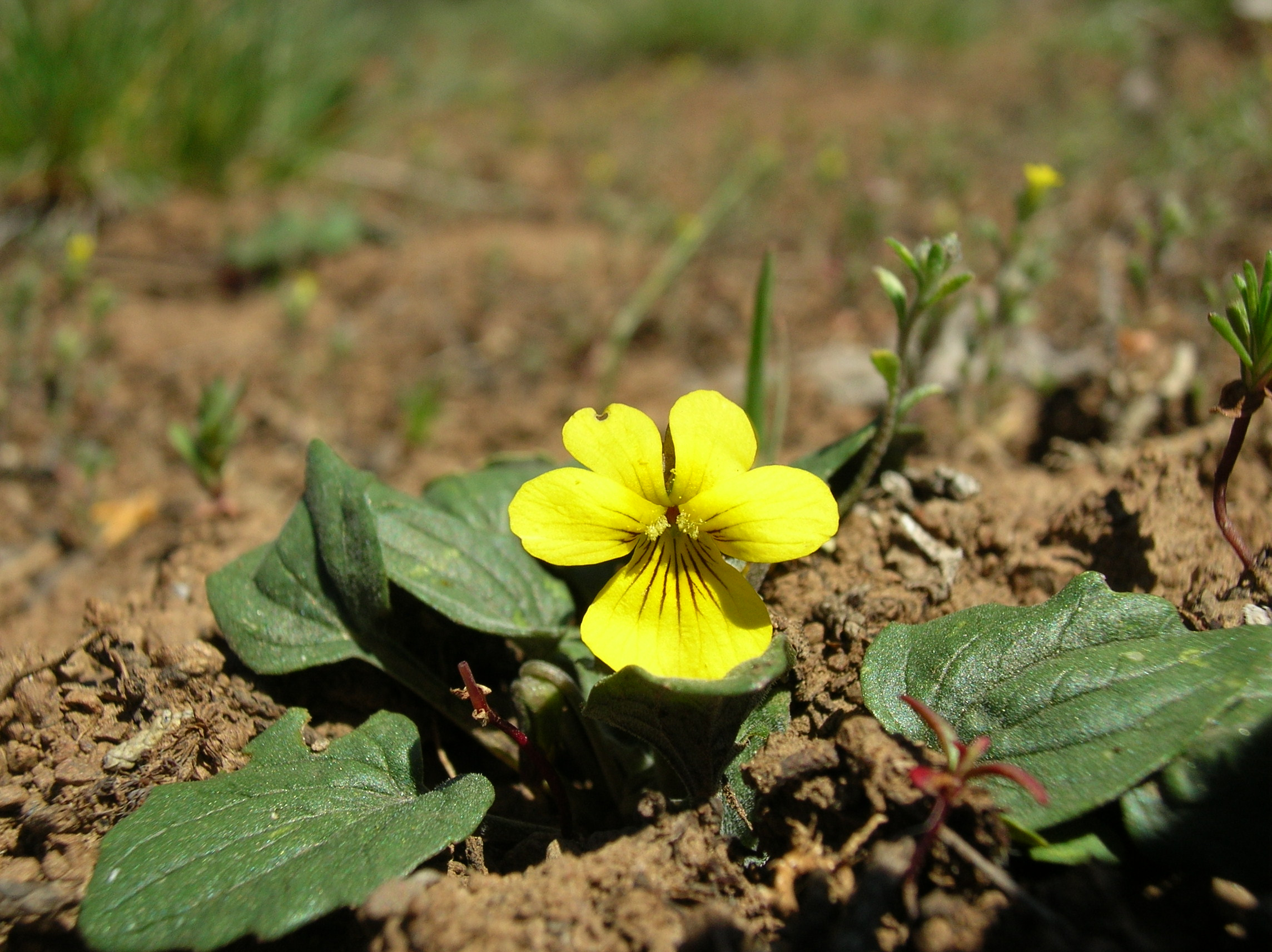
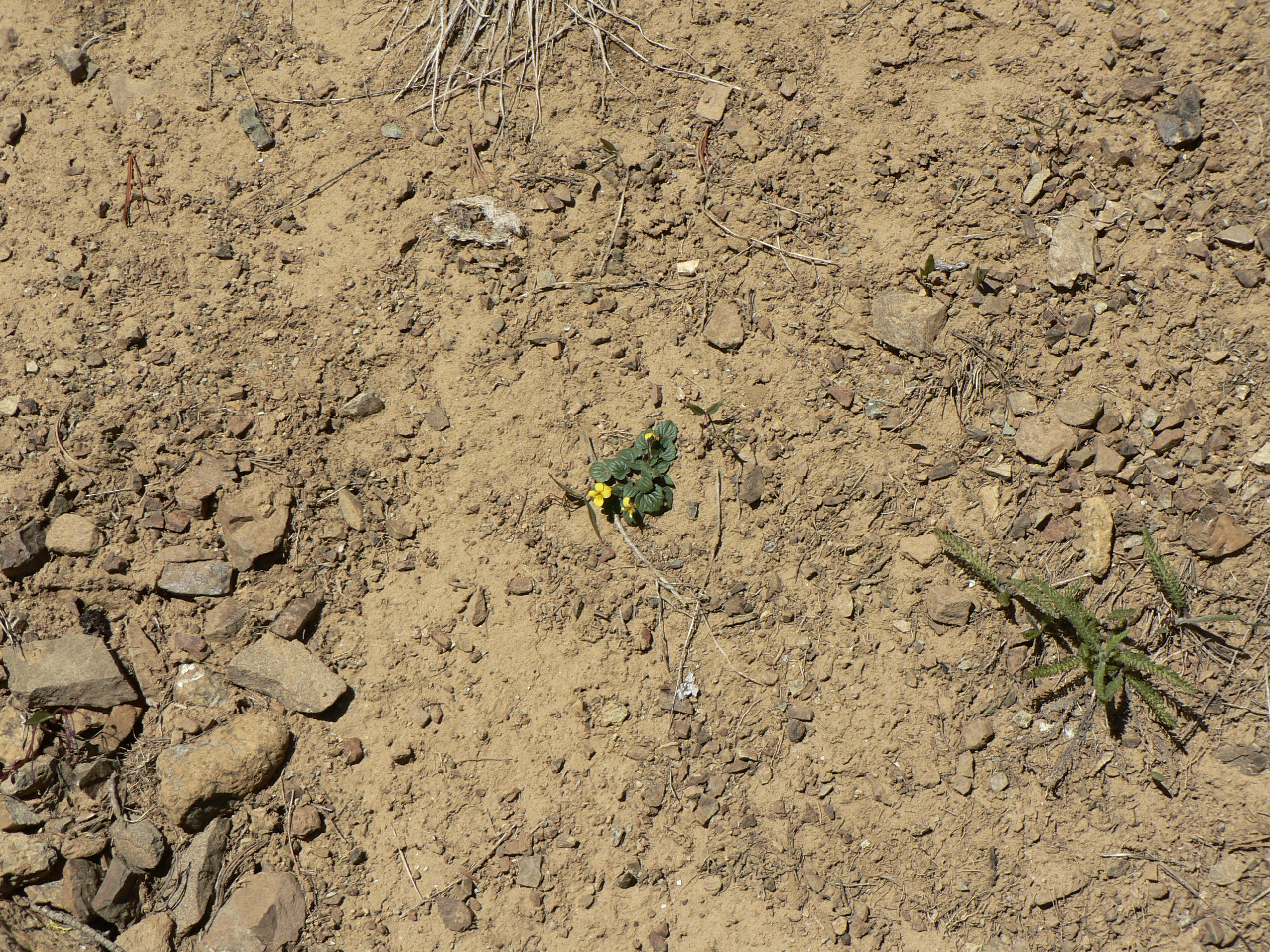